# Зилотин, Михаил Николаевич
Михаил Николаевич Зилотин (2 февраля 1922, Ловцы, Луховицкий район — 8 марта 2001, Ловцы, Московская область) — командир минометного расчета 95-го гвардейского стрелкового полка, гвардии сержант — на момент представления к награждению орденом Славы 1-й степени.

## Биография
Родился 2 февраля 1922 в селе Ловцы Луховицкого района Московской области. Трудился в колхозе.
В 1941 году был призван в Красную Армию. С того же времени на фронте. Впервые принял участие в боях в районе города Сухиничи Калужской области, защищал Москву. Стал минометчиком, метким минометным огнём его расчет уничтожил много живой силы и техники врага. Здесь же он был удостоен первых правительственных наград — медалей «За боевые заслуги» и «За отвагу». Член ВКП/КПСС с 1943 года. Особо отличился в боях за освобождение Белоруссии и на территории Восточной Пруссии.
21-23 июня 1944 года близ населенного пункта Остров Юрьев гвардии сержант Зилотин, отбивая атаку врага, поднял бойцов расчета в контратаку, в ходе которой истребил 7 вражеских солдат. Приказом от 18 августа 1944 года гвардии сержант Зилотин Михаил Николаевич награждён орденом Славы 3-й степени.
23 января 1945 года в бою при форсировании реки Прегель в районе населенного пункта Велау гвардии старший сержант Зилотин, командуя бойцами, из миномета уничтожил пулемет с расчетом и около 10 противников. Был ранен, но остался в строю. 30 января 1945 при отражении контратаки подавил 3 огневых точки и поразил свыше отделения вражеской пехоты. Приказом от 30 марта 1945 года гвардии сержант Зилотин Михаил Николаевич награждён орденом Славы 2-й степени.
6 апреля 1945 года при прорыве обороны противника на подступах к городу Кенигсберг гвардии сержант Зилотин, командуя расчетом, уничтожил большое количество живой силы врага. 7 апреля 1945 при форсировании реки Прегель подавил 2 огневых точки.
Указом Президиума Верховного Совета СССР от 29 июня 1945 года за образцовое выполнение заданий командования в боях с немецко-вражескими захватчиками гвардии сержант Зилотин Михаил Николаевич награждён орденом Славы 1-й степени. Стал полным кавалером ордена Славы.
В октябре 1945 старшина Зилотин демобилизован. Вернулся на родину. Жил в селе Ловцы. Работал в совхозе. Скончался 8 марта 2001 года. Похоронен на кладбище села Ловцы.
Награждён орденами Славы 3-х степеней, медалями. На здании школы, где Зилотин учился, установлена мемориальная доска. Кроме того, увековечен памятной табличкой на Аллее Славы в Мемориальном комплексе в Луховицах у реки Чёрная.